# بنجامين دبليو. لي
بنجامين دبليو. لي (بالإنجليزية: Benjamin W. Leigh)‏ هو محامي وسياسي أمريكي، ولد في 18 يونيو 1781 في مقاطعة تشيسترفيلد في الولايات المتحدة، وتوفي في 2 فبراير 1849 في ريتشموند في الولايات المتحدة. حزبياً، نشط في الحزب الوطني الجمهوري ‏. وقد انتخب عضو مجلس الشيوخ الأمريكي.